# Клапка, Адам
Адам Клапка (чеш. Adam Klapka; род. 14 сентября 2000, Прага) — чешский хоккеист, нападающий клуба национальной хоккейной лиги «Калгари Флэймз» (с 2023 года).

## Биография
Адам родился 14 сентября 2000 года в Праге, в Чехии. Известен своим впечатляющим ростом — 203 см при весе в 107 кг.

### Карьера в клубе
Клапка отыграл два сезона за юношеский хоккейный клуб USHL «Трай-Сити Шторм», где он был замечен скаутами и причислен к физически сильным игрокам нападения.
Адам в 2021 году начал свою взрослую профессиональную карьеру в клубе чешской экстралиги «Били Тигржи». Здесь отыграл один сезон, забил 6 шайб и сделал 12 результативных передач.
16 мая 2022 года «Калгари Флэймз» подписали с Клапкой двухлетний контракт. Сезон 2022/2023 годов Клапка начал в фарм-клубе «Калгари Рэнглерс». За сезон провёл 60 игр, забил 12 шайб.
18 января 2024 года Клапка был призван в основной состав «Калгари Флэймз». Его дебют в НХЛ состоялся 21 января 2024 года в матче против «Эдмонтон Ойлерз». В конце январе вновь был переведён в «Рэнглерс». Позже, 15 апреля 2024 года, Клапка снова был вызван в «Флэймз» на две заключительные игры сезона, в которых забил свою первую шайбу в НХЛ, в матче против «Сан-Хосе Шаркс» 18 апреля 2024 года.
12 августа 2024 года Клапка подписал однолетний двусторонний контракт с «Флэймз» на сумму 775 000 долларов США.